# Courant du Sagittaire
En astronomie, le courant du Sagittaire est une structure d'étoiles longue et complexe qui est enroulée autour de la Voie lactée dans une orbite presque polaire. Il est constitué d'étoiles de la galaxie naine du Sagittaire qui ont été arrachées par les forces de marée résultant du processus de fusion avec la Voie lactée sur une période de plusieurs milliards d'années.

## Découverte
Le courant du Sagittaire a été proposé pour la première fois en 1995 par Donald Lynden-Bell après avoir analysé la distribution des amas globulaires de la Voie lactée. Sa structure a concrètement été identifiée par Newberg et ses collaborateurs en 2002 puis par Majewski et ses collaborateurs en 2003 en utilisant les données issues des relevés 2MASS et SDSS. Enfin, en 2006, Belokurov et ses collaborateurs ont identifié la présence, dans le courant stellaire, de deux ramifications qu'ils ont désignées « A » et « B ». Ils ont estimé qu'il est distant d'environ environ 15 000 pc (∼48 900 al). Les différentes composantes identifiées sont le résultat de l'action des forces de marées qui sont survenues à différents moments, à des intervalles de moins de 3, à 3-6,5 et supérieurs à 6,5 milliards d'années.

## Association avec l'organisation des bras spiraux
Le déchiquetage d'une importante quantité d'étoiles intrusives dans un passé lointain semble avoir envoyé des oscillations analogues à des ondes sonores à travers la structure des bras spiraux de la Voie lactée. L'effet de ces oscillations est encore observé aujourd'hui, avec des empilements verticaux de distributions d'étoiles alternativement plus denses et plus clairsemées, aussi bien au-dessus qu'en-dessous du plan du système solaire. Actuellement, le courant du Sagittaire est positionné relativement à ces niveaux observés, de telle sorte que son progéniteur, la galaxie naine du Sagittaire, est le candidat intrusif le plus probable pour expliquer ce qui a créé cette perturbation des bras spiraux.